# Il figlio di Dracula (film 1960)
Il figlio di Dracula è un cortometraggio del 1960 diretto da Corrado Farina, lavoro amatoriale diretto dal regista con l'aiuto di alcuni amici.

## Trama
Dracula è pronto a festeggiare il 21º compleanno del figlio; come segno della sua maturità dovrà mettere i "dentini da vampiro" su una vergine. Dopo alcuni tentativi si arrende al padre che lo rinnega e lo caccia di casa; il figlio è felice.